# 内田雅章 (実業家)

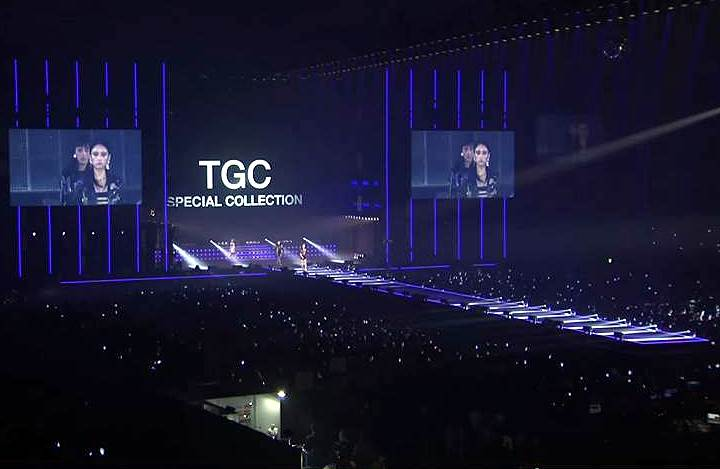
内田雅章が顧問をする東京ガールズコレクション

内田 雅章（うちだ まさあき、1970年9月8日 - ）は実業家 、作家、講演家、「学生新聞」発行人、ビジネスプロデューサー、舞台プロデューサー、TOP CONNECT株式会社 代表取締役社長。2011年 東久邇宮国際文化褒賞受賞。愛知県津島市出身、早稲田大学商学部卒業。血液型はO型。

## 経歴
1970年（昭和45年）、愛知県津島市生まれ。戦前から続く津島駅近くのレディースショップの長男として生まれる（6歳離れた妹）。自宅と店舗が同じで店番の手伝いをしていた。服は問屋で母が選んでくれて20歳で初めて服を自分で買ったという。レディースショップ創業者の祖父の影響で将棋に夢中な子供だった。小学校では津島市の大会で第3位、中学校では優勝をする腕前。高校3年間は将棋部に所属。得意な戦法は四間飛車、将棋から「集中力」「記憶力」「発想力」を学んだ。
1990年（平成2年）早稲田大学商学部に入学。ゴルフとオールラウンドのサークルを掛け持つ。ゴルフは現在も好きだが、オールラウンドサークルの上下関係を受け入れることができず、2年生の5月に自分で別のオールラウンドサークルを作る。先輩風を吹かさず、参加する女性の意見を取り入れながら企画を実行した結果、大人気サークルになる。
早稲田大学卒業後、三和銀行（現・三菱UFJ銀行）入行。いつか商売をしたいと思った内田は、直接社長と話ができる銀行員の道を選んだ。人脈作りの基礎を学ぶ。システム部、東京本部審査部等を経て、2000年（平成12年）に退行。友人がたまたま仕出し弁当屋とマンションデベロッパーを経営しており、両社同時に手伝うと言う条件で、No.2として2足のわらじを履く。2001年（平成13年）銀座のクラブのオーナーに転身。内田が大切にしてきた『人に先に貢献することで、他人がどんどん味方になってくれる』と言うことを学ぶ。お客に気に入ってもらいたいと言う強い信念で毎日接客。そのアイディアと行動力が評価されて、日本ベンチャー協議会にヘッドハント。事務局長に就任した。
そこで培った社長ネットワークを活かして、2004年（平成16年）株式会社就職課を設立。ベンチャー協議会の社長から「学歴は全く関係なくやる気のある学生だけ面接できればとても効率いいのに。そんな会社ないかな。」と相談されたのがキッカケだった。人脈作りのノウハウをベースに講演会や人脈塾、新規事業創出、事業アライアンスのコンサルティング業務を展開。企業研修や講演・執筆など幅広く活動。
2014年（平成26年）6月、TOP CONNECT株式会社を設立。トップダウン営業支援サービスを展開中。テレビ、雑誌には「人脈の達人」「日本の社長1,000人以上と則アポがとれる人脈力」「日本トップクラスの人脈術を持つ日本屈指のコンサルタント」「1000名以上の経営者とのコネクションと毎年100以上のコンテンツを全国の経営者へ提供」などと紹介される。
著書に『図解「人脈力」の作り方』『すごい! 人間関係力』『政治屋失格』『5つの仕事力』『伝説の就活』『すごい! ビジネスモデル』など38冊。発行人の「学生新聞」は全国850校の大学へ10万部発刊する。

## 略歴
- 1983年（昭和58年）3月　愛知県津島市立北小学校卒業[5][1]
- 1986年（昭和61年）年3月　愛知県津島市立藤浪中学校卒業[5][1]
- 1989年（平成元年）3月　愛知県立中村高等学校卒業[5][1]
- 1994年（平成6年）3月　早稲田大学商学部卒業[2][5][1]
- 1994年（平成6年）4月　三和銀行 （現三菱東京UFJ銀行）入社[2][5][1]
- 2000年（平成12年）3月　三和銀行（現三菱東京UFJ銀行）退社[2][5][1]
- 2000年（平成12年）4月　株式会社アスコット 入社[5][1]
- 2001年（平成13年）3月　株式会社アスコット 退社[5][1]
- 2001年（平成13年）4月　有限会社オフィス内田 設立（銀座クラブオーナーに就任）[5][1]
- 2001年（平成13年）12月　株式会社バリュークリエーション・日本ベンチャー協議会事務局長[5][1]
- 2004年（平成16年）4月　株式会社就職課 社名変更（平成22年3月）[2][5][1]
- 2004年（平成16年）6月　六本木に学生サロンスタート[5][1]
- 2004年（平成16年）9月8日　「学生新聞」創刊[5][1]
- 2010年（平成22年）7月　参議院議員選挙全国比例区にて出馬未遂[5][1]
- 2011年（平成23年）　東久邇宮国際文化褒賞 受賞[5][1]
- 2012年（平成24年）2月　全国納豆鑑評会・審査員[5][1]
- 2013年（平成25年）2月　お漬物日本一決定戦・審査員[5][1]
- 2014年（平成26年）6月27日　TOP CONNECT株式会社 設立[5][1]
- 2019年（令和元年）10月　「学生新聞」復刊[5][1]
- 2021年（令和3年）4月　「中高生新聞」創刊[1]
- 2021年（令和3年）10月　「小学生新聞」創刊[1]

現在は「企業マッチング」を主としたコンサルティングを展開

## 人物
- 交友録にコシノジュンコ、北原照久、元プロボクサーで世界チャンピオン（3階級制覇）亀田興毅、森友嵐士（T-BOLAN）、広瀬香美、アデランス社長 津村佳宏、日本テレビ副会長 小杉善信、ニトリ社長 白井俊之、HIS会長 澤田秀雄、吉野家社長 河村泰貴、ドトールコーヒー名誉会長 鳥羽博道、C Channel社長 森川亮、ロイヤルホールディングス会長の菊地唯夫をあげている[6][1]
- 影響を受けた人は早稲田大学名誉教授の染谷恭次郎[6][1]
- 趣味はゴルフ（ベストスコア79、アベレージ95）、テニス、囲碁、散歩、まんが喫茶、親孝行[6][1]
- 好きなアーティストはサザンオールスターズ、松田聖子、中森明菜[6][1]
- 好きなスポーツはゴルフ、テニス[6][1]
- 好きな食べものはハンバーグ、カレー、シチュー、豆腐、枝豆、納豆[6][1]
- 好きな本は『サラリーマン金太郎』『サンクチュアリ』『編集者という病い』『課長島耕作』[6][1]
- 好きな言葉は「人生の持ち時間は限られている」「苦労と理不尽は神様のプレゼント」「人生やったもん勝ち」「人に生かされて生きている」[6][1]
- 小学校時代は昆虫が大好きだった。授業中、机の中でカマキリ、カブトムシを飼うほど。内田家の勉強方針はユニークでテストの点数につき報奨金を貰える制度を取り入れていた。100点をとると、小学校の時は200円、中学の時は5,000円、毎回テストが楽しみだった[6][1]
- 幼少時代から洋服の問屋で買うと安いため、両親が常に服を買い与えてくれた。19歳で東京に上京するまで、自分で洋服を買ったことがない[6][1]
- 人脈作りに3つのことを大切にしている。『自ら動く』『ネタを仕込む』『アクションはマッハのスピード』[6][1]
- 最終目標は社会で本当に必要なスキルや経験、考え方を実践的に教える学校を作ること。人に好かれる魅力術や人脈構築術。腹が立った時の考え方など[1]
- 会社内の人脈づくりの秘訣は上手な自己開示[4]

## 主な肩書き
- TOP CONNECT株式会社 CEO[6][1]
- 株式会社就職課 創業者[6][1]
- 日本スポーツエージェント 会長[6][1]
- 学生新聞、中高生新聞、小学生新聞 発行人[6][1]
- アジア経営者連合会 顧問[6][1]
- 東京ガールズコレクション 顧問[6][1]
- 関西コレクション 顧問[6][1]
- Miss World JAPAN 顧問[6][1]
- 全日本ヨガ連盟 顧問[6][1]
- エステプロ・ラボ アンバサダー[6][1]
- 東海青年連絡会 会長[6][1]
- TC出版 代表[6][1]
- 日本ビリヤード倶楽部 理事[6][1]
- トビダテ！留学JAPAN サポーター[6][1]
- ミス日本酒 BP開発ディレクター[6][1]
- アデランスアンバサダー[6][1]
- 全国納豆鑑評会・審査員（2012年）[6][1]
- お漬物日本一決定戦・審査員（2013年）[6][1]
- 完全会員制バー（東京都港区西麻布）オーナー[1]

## 書籍

### 著書
- 『図解「人脈力」の作り方』（講談社+α文庫、2005年12月21日）　ISBN 978-4062569835
- 『スゴい人になる人脈力入門』（2007年9月7日、かんき出版）　ISBN 978-4761264567
- 『起業力入門 20代で社長になる7つのステップ』（2007年11月7日、ゴマ文庫）　ISBN 978-4777150069
- 『5つの仕事力』（2008年4月3日、ゴマ文庫）　ISBN 978-4777150571
- 『加速上昇 ~有名企業500社のトップと即アポの起業家が教える成功法則』（2008年4月4日、ビジネス社）　ISBN 978-4828414232
- 『緊急就活行動編 絶対内定獲得マニュアル』（2009年1月30日、ゴマブックス）　ISBN 978-4777112524
- 『緊急就活研究編 不況に強い成長企業Best100』（2009年1月30日、ゴマブックス）　ISBN 978-4777112517
- 『逆転内定　黒　エントリーシート・履歴書２０１２年度版』（2010年12月14日、プレジデント社）　ISBN 978-4833441025
- 『逆転内定　ゴールド　面接２０１２年度版』（2010年12月14日、プレジデント社）　ISBN 978-4833441018
- 『逆転内定　青　自己分析・業界研究　2012年度版』（2011年1月26日、プレジデント社）　ISBN 978-4833441049
- 『確実に成果を出す人が必ず「やっている」こと、「やらない」こと』（2011年2月11日、三笠書房）　ISBN 978-4837923916
- 『32歳からの「人脈」使いこなし術』（2011年2月14日、すばる舎）　ISBN 978-4883999859
- 『今こそ就活生の親が読むべき本 大震災“就活”、親と子の突破術』（2011年7月31日、ゴマブックス）
- 『すごい！ 人間関係力 人生に成功する人づきあいの方法』（2012年6月6日、PHP研究所）　ISBN 978-4569698106
- 『3年間は「言いなり」になりなさい』（2012年7月1日、サンマーク出版）　ISBN 978-4763199041
- 『20代から始める「人脈力」養成講座』（2012年10月11日、光文社）　ISBN 978-4334786151
- 『政治屋失格』（2012年11月20日、ビジネス社）　ISBN 978-4828416892
- 『逆転の内定術　青　面接編』（2012年12月21日、ゴマブックス）
- 『1分で1億円の契約をとる方法 人脈をお金に変える営業力』（2013年3月19日、朝日新聞出版）　ISBN 978-4023311770
- 『手強い相手の懐に入る技術』（2013年6月8日、フォレスト出版）　ISBN 978-4894518865
- 『起業家から学ぶ５つのビジネススキル』（2014年3月14日、ゴマブックス）　ISBN 978-4777124862
- 『20代から始める「人脈力」養成講座』台湾版（2014年8月1日、木馬文化）　ISBN
- 『1000人の社長人脈を築く自分の磨き方』（2014年8月30日、きこ書房）　ISBN 978-4877713218
- 『今こそ就活生の親が読むべき本　親と子の就活突破術』（2015年3月10日、ゴマブックス）　ISBN 978-4777127337
- 『すごい！ビジネスモデル』（2017年9月8日、万来舎）　ISBN 978-4908493157
- 『すごい！ビジネスモデル2』（2018年5月2日、万来舎）　ISBN 978-4908493263
- 『すごい！ビジネスモデル3』（2018年5月2日、万来舎）　ISBN 978-4908493263
- 『すごい！ビジネスモデル4』（2019年7月30日、万来舎）　ISBN 978-4908493348
- 『すごい！ビジネスモデル5』（2019年7月30日、万来舎）　ISBN 978-4908493355

### 共著
- 『伝説の就活 青 業界研究・自己分析』（2007年10月5日、ゴマブックス）　ISBN 978-4777107582
- 『伝説の就活 赤 120%内定獲得マニュアル』（2007年10月5日、ゴマブックス）　ISBN 978-4777111336
- 『伝説の就活 黒 エントリーシート・履歴書』（2007年11月9日、ゴマブックス）　ISBN 978-4777107599
- 『伝説の就活 ゴールド 面接』（2007年12月3日、ゴマブックス）　ISBN 978-4777111817
- 『2010年度版 伝説の就活 青 業界研究・自己分析』（2008年10月24日、ゴマブックス）　ISBN 978-4777111343
- 『2010年度版 伝説の就活 赤 120%内定獲得マニュアル』（2008年10月24日、ゴマブックス）　ISBN 978-4777107575
- 『伝説の就活本 プラチナ エントリーシート実例・添削集 不安解消Q&A 2010年度版』（2008年12月1日、ゴマブックス）　ISBN 978-4777111497
- 『伝説の就活 ゴールド 面接 2010年度版』（2008年12月1日、ゴマブックス）　ISBN 978-4777107605
- 『伝説の就活 黒 エントリーシート・履歴書 2010年度版』（2008年12月1日、ゴマブックス）　ISBN 978-4777107599
- 『伝活SPI』（2009年4月24日、ゴマブックス）　ISBN 978-4777113354
- 『伝説の就活　赤　１２０％内定獲得マニュアルⅠ』（2010年9月30日、ゴマブックス）
- 『伝説の就活　赤　１２０％内定獲得マニュアルⅡ』（2010年9月30日、ゴマブックス）
- 『TOPの『思考回路』　LINE株式会社代表取締役社長CEO 森川亮×TOP CONNECT』（2015年1月30日、ゴマブックス）　ISBN 978-4777127290
- 『大活字シリーズ　TOPの『思考回路』LINE株式会社代表取締役社長CEO森川亮×TOP CONNECT』（2017年3月1日、ゴマブックス）　ISBN 978-4814913251
- 『三島桂太の挑戦 元ホームレスから世界を目指す男』（2018年12月12日、万来舎）　ISBN 978-4908493294

## DVD
- 人脈の達人『内田雅章』に学ぶ人脈力の作り方　produced by TOP CONNECT（2018年11月2日、経営革新協会）[7]

## 舞台
- 帰ってきた蛍（2014年6月26日～7月6日、俳優座劇場） - エグゼクティブ・プロデューサー[1]
- EBBING HOUSE（2019年8月1日～4日、中野ポケットスクウェア MOMO） - プロデューサー[1]

## 出演

### テレビ
- 就職の神様（フジテレビ）[1]
- 2時っチャオ!（TBS） - 突撃！ニッポンの若社長[8][1]
- ありえへん∞世界（テレビ東京）[1]
- 笑っていいとも!（フジテレビ）[9][1]
- 報道ステーション（テレビ朝日）[1]
- 囲碁・将棋チャンネル[1]

### ラジオ
- 松本和巳のカイシャをつくろう（文化放送）[1]
- 北斗晶の戦う力こぶ〜鬼嫁相談室〜（ラジオ日本）[1]
- 週刊学生新聞（レインボータウンエフエム放送） - パーソナリティー[1]

### 新聞
- 日経産業新聞[1]
- 日刊スポーツ[1]
- スポーツ報知[1]
- 東京中日スポーツ[1]
- 夕刊フジ[1]
- わかやま新報[1]
- 東京IT新聞[1]

### 雑誌
- 月刊ビッグ・トゥモロウ（青春出版社）[1]
- THE 21（PHP研究所）[1]
- R25（リクルート）[1]
- 【完全ガイドシリーズ089】ビジネス書完全ガイド（晋遊舎）[1]
- 週刊ホテルレストラン（オータパブリケイションズ）[1]
- 東京IT新聞（ジェイシーレゾナンス）[1]
- 週刊パーゴルフ（グローバルゴルフメディアグループ）[1]
- 月刊コロンブス（東方通信社）[1]
- 日経ウーマン（日経BP）[4][1]
- 日経ビジネスアソシエ（日経BP）[1]
- 週刊女性（主婦と生活社）[1]
- MEN'S NON-NO（集英社）[1]
- JPLUS（COMM）　※シンガポール販売誌にて3年間連載[1]
- ビジネスチャンス　※3年間連載[1]
- type[1]
- CIRCUS（KKベストセラーズ）[1]
- 週刊SPA！（扶桑社）[1]
- アサヒ芸能エンタメ（徳間書店）[1]
- 財界（財界研究所）[1]
- FLASH（光文社）[1]
- 宝島（宝島社）[1]
- 経済界（経済界）[1]
- ALBA（プレジデント社）[1]
- フジサンケイビジネスアイ（日本工業新聞社）[1]
- DIME（小学館）[1]
- AppleTown（ APA Group）[1]
- アントレ（リクルート）[1]
- OZplus（スターツ出版）[1]
- ビジネス書完全ガイド（晋遊舎）[1]
- 月刊ザ・フナイ（船井総合研究所|船井本社）[1]
- CEO社長情報（DYM）[1]
- 月刊頭で儲ける時代（あいであらいふ）[1]
- 美容と経営（新美容出版）[1]
- 先見経済（清話会）[1]